# Jacob Ramus
Jacob Ramus, född 6 februari 1716 i Köpenhamn och död på julafton 24 december 1785 som biskop i Odense där han avled. Psalmförfattare representerad i danska Psalmebog for Kirke og Hjem, 1899. Han var son till biskop Christian Ramus.
Ramus tog studentexamen i Odense 1734 och avlade teologisk examen 1738. Därefter var han amanuens hos sin far, men utnämndes 1741 till fredagspräst i Sankt Knuds Kirke i Odense. Vid hans invigning höll kyrkans högste kapellan, N. Sass, indledningstalet och valde sin text ur 1 Mos. 27, 20: Varför har du så snart hittat det, min Son? Redan 1744 blev han utsedd till kapellanens efterföljare. År 1745 blev han kyrkoherde för Sankt Knuds församling och 1747 stiftspräst i Odense.
Ramus blev 1762 faderns medhjälpare i biskopsämbetet och efterträdde honom samma år som biskop, men invigdes först 12 maj 1763 till ämbetet av biskop Ludvig Harboe i kronprinsens närvaro. 1766 blev han hedersmedlem i den kungeliga danska Agerakademi och upptogs senare som medlem i det lärda och typografiska sällskapet på Fyn. Med en av sina präster, Villads Borchsenius i Husby, hade han under 1777 en lång strid med anledning av dennes konfiskerade Historiske Katekismus. 1783 invigde han Nicolai Edinger Balle till Själlands biskop.